# Нещо сладко
„Нещо сладко“ (на нидерландски: Turks fruit) е нидерландски филм от 1973 година, романтична драма на режисьора Пол Верховен по сценарий на Герард Сутеман, базиран на едноименния роман на Ян Волкерс.
Сюжетът, развит с множество натуралистични и еротични елементи, описва любовната връзка между начинаещ художник, водещ бохемски начин на живот, и младо момиче от средната класа от случайното им запознанство до нейната ранна смърт. Главните роли се изпълняват от Рютгер Хауер, Моник ван де Вен, Тони Хюрдеман, Вим ван ден Бринк.
„Нещо сладко“ е номиниран за награда „Оскар“ за чуждоезичен филм, а през 1999 година получава специална награда „Златен телец“ за най-добър нидерландски филм на XX век.